# دی‌اتیل دی‌تیوفسفریک اسید
دی‌اتیل دی‌تیوفسفریک اسید (به انگلیسی: Diethyl dithiophosphoric acid) یک ترکیب شیمیایی با شناسه پاب‌کم ۹۲۷۴ است. شکل ظاهری این ترکیب، مایع شفاف قهوه ای مایل به سیاه است.